# Dicció
La dicció és la manera de dir o de pronunciar un discurs, versos, etc. La paraula dicció prové del llatí dictio, que significa el mateix, o també parlament, expressió, ús de la paraula, i és derivat del verb dicere, dir. La col·locació de la veu consisteix a produir-la correctament, tenint en compte la respiració, la col·locació correcta del diafragma, la posició dels llavis, l'articulació que junts fan la dicció.
Es parla de bona dicció quan l'ús i la pronunciació de paraules és correcte i encertat en la llengua a la qual pertanyen, sense tenir en compte el contingut o significat del que expressa l'emissor. Per tenir una dicció excel·lent és necessari pronunciar correctament, accentuar amb elegància, frasejar respectant les pauses i modulant els sons musicals. Una bona emissió de veu resulta un extraordinari suport per la interpretació de la música. En parlar i sobretot en cantar, és necessari evitar els vicis o defectes de dicció. Una bona dicció té una funció cabdal en l'ofici de l'actor per fer-se entendre, i per extensió per a qualsevol persona que ha de parlar en públic.